# پرچم گواتمالا

پرچم کشور گواتمالا

پرچم گواتمالا پرچم قدیمی کشور گواتمالا است که از سال ۱۸۷۱ تا کنون پرچم رسمی این کشور می‌باشد. دو رنگ آبی در دوسوی این پرچم نماد این است که گواتمالا میان دو دریا یعنی اقیانوس آرام و دریای کارائیب قرار دارد و نیز رنگ آسمان فراز کشور است و رنگ سفید نشانه شکوه و استقلال است.در مرکز آن نیز پرنده ی آزادی این کشور که نماد آزادی و رهایی از استعمار اسپانیا می‌باشد قرار دارد.

## نگارخانه